# 137-я пехотная дивизия (вермахт)
137-я пехотная дивизия (нем. 137. Infanterie-Division) — тактическое соединение сухопутных войск вооружённых сил нацистской Германии периода Второй мировой войны.

## История формирования дивизии
5 октября 1940 года был отдан приказ о формировании дивизии.
137-я пехотная дивизия (нем. 137. Infanterie-Division) — сформирована в ноябре 1940 года в Германии
Была дивизией 11-й волны формирования.
С апреля 1941 года — на востоке.

### Дислокация
- Австрия и Германия — октябрь 1940 года — июнь 1941 года;
- Восточный театр военных действий: группа армий «Центр» — июнь 1941 года — ноябрь 1943 года.

## Боевой путь дивизии
С 22 июня 1941 года 137-я пехотная дивизия в подчинении 9-го армейского корпуса.
23 июля 1941 года у деревни Козьяны были разгромлены основные силы 18-й стрелковой дивизии и части 73-й стрелковой дивизии.
4 августа 1941 года 137-я пехотная дивизия закрепилась на Десне.
10 октября 1941 года 137-я пехотная дивизия вышла из подчинения 9-го армейского корпуса.
Командир 113-й стрелковой дивизии был взят в плен.
7 ноября 1941 года 137-я пехотная дивизия была подчинена 13-му армейскому корпусу.
До 3 декабря 1941 года 137-я пехотная дивизия осуществляла оборону северо-восточнее села Высокиничи.
В период с 3 по 5 декабря 1941 года 137-я пехотная дивизия была сменена 17-й и 268-й пехотной дивизией, отведена со своих позиций в армейский резерв 4-й армии, передислоцирована на север, в район села Тарутино и размещена позади 12-го армейского корпуса.

### Оборонительные бои под Москвой (6 декабря 1941 года — 20 января 1942 года)
6 декабря 1941 года — 20 января 1942 года
10 декабря 1941 года основные силы 137-й пехотной дивизии перешли в подчинение 13-го армейского корпуса и выступили в южном направлении из-за прорыва противника в районе города Алексин.
Вечером 1 февраля 1942 года 137-я пехотная дивизия, находившаяся в составе 57-го армейского корпуса (моторизованного) приняла у 19-й танковой дивизии участок фронта между долиной реки Лидия (западный край речной долины) и рекой Пополта..
В декабре 1943 года разгромлена в группе армий «Центр». Остатки дивизии в качестве дивизионной группы 137-й пехотной дивизии включены в состав корпусной группы «Е», где находилась до расформирования последней в сентябре 1944 года.
Были вооружены французским трофейным оружием.